# Кочетков Степан Михайлович
Степан Михайлович Кочетков  (14 серпня 1923, Васильєвка, Башкирська АРСР — 30 вересня 1984, там же) — командир кулеметного розрахунку 10-го гвардійського стрілецького полку (6-а гвардійська стрілецька дивізія, 13-а армія, Центральний фронт), лейтенант, Герой Радянського Союзу.

## Біографія
Степан Михайлович Кочетков народився 14 серпня 1923 року в селі Василівка (нині — Мелеузівського району Башкортостану).
Росіянин. Освіта початкова — 4 класи школи. У 1940 році закінчив курси трактористів, працював механізатором. Член КПРС з 1944 року. До призову в армію працював трактористом у колгоспі.
Призваний у Червону Армію Мелеузівським райвійськкоматом Башкирської АРСР 12 березня 1942 року. На фронті з липня 1942 року.
Командир кулеметного розрахунку 10-го гвардійського стрілецького полку (6-а гвардійська стрілецька дивізія, 13-а армія, Центральний фронт) гвардії молодший сержант С.М. Кочетков 29 вересня 1943 року відзначився у боях за село Паришів (Чорнобильський район Київської області).
У 1946 році Степан Михайлович закінчив Могилівське піхотне училище. З квітня 1947 р. лейтенант С.М. Кочетков — в запасі.
Жив у селі Васильєвка Мелеузівського району. Працював у колгоспі «Прибельський».
Помер 30 вересня 1984 року. Похований в селі Васильєвка Мелеузівського району.

## Подвиг
«Командир кулеметного розрахунку 10-го гвардійського стрілецького полку (6-а гвардійська стрілецька дивізія, 13-а армія, Центральний фронт) гвардії молодший сержант Степан Кочетков 29 вересня 1943 року в бою біля села Паришів Чорнобильського району Київської області України був поранений, але продовжував вести кулеметний вогонь по фашистській піхоті, що наступала за підтримки восьми танків і декількох самохідних знарядь. Разом з розрахунком мужній молодший сержант знищив декілька десятків гітлерівців і придушив три вогневі точки ворога, що дало можливість полку відбити контратаку великих сил противника».
Указом Президії Верховної Ради СРСР від 16 жовтня 1943 року за зразкове виконання завдань командування і проявлені мужність і героїзм у боях з німецько-фашистськими загарбниками гвардії молодшому сержантові Кочеткову Степану Михайловичу присвоєно звання Героя Радянського Союзу з врученням ордена Леніна і медалі «Золота Зірка» (№ 1794).

## Нагороди
- Медаль «Золота Зірка» Героя Радянського Союзу (16.10.1943).
- Орден Леніна (16.10.1943).
- Орден Вітчизняної війни I ступеня.
- Медаль «За відвагу» (21.08.1943).
- Медаль «За перемогу над Німеччиною у Великій Вітчизняній війні 1941—1945 рр.».
- Медалі.

## Пам'ять
7 травня 1990 року на батьківщині Героя — у селі Васильєвка — встановлено погруддя.